# Heping (socken i Kina, Shandong)
Heping (kinesiska: 和平, 和平街道) är en socken i Kina. Den ligger i provinsen Shandong, i den östra delen av landet, omkring 95 kilometer öster om provinshuvudstaden Jinan. Antalet invånare är 40 736. Befolkningen består av 20 680 kvinnor och 20 056 män. Barn under 15 år utgör 14,0 %, vuxna 15-64 år 75 %, och äldre över 65 år 9,0 %.
Genomsnittlig årsnederbörd är 769 millimeter. Den regnigaste månaden är juli, med i genomsnitt 284 mm nederbörd, och den torraste är januari, med 7 mm nederbörd.